# Ley de Rayleigh-Jeans

Comparación de la Ley de Rayleigh-Jeans con la Ley de Wien y la Ley de Planck, por un cuerpo de temperatura de 8 mK.

En física, la ley de Rayleigh-Jeans intenta describir la radiancia espectral de la radiación electromagnética de todas las longitudes de onda de un cuerpo negro a una temperatura dada.

## Simbología
| Símbolo                     | Nombre                 | Unidad | Símbolo               | Nombre                                | Unidad |
| --------------------------- | ---------------------- | ------ | --------------------- | ------------------------------------- | ------ |
|                             | Constantes             |        |                       | Paralelepípedo (Cavidad)              |        |
| {\displaystyle c}           | Velocidad de la luz    | m / s  | {\displaystyle p,q,r} | Dimensiones                           |        |
| {\displaystyle h}           | Constante de Planck    | J s    | {\displaystyle V}     | Volumen                               |        |
| {\displaystyle k_{\rm {B}}} | Constante de Boltzmann | J / K  |                       | Elipsoide                             |        |
|                             | Variables              |        | {\displaystyle l,m,n} | Dimensiones                           |        |
| {\displaystyle T}           | Temperatura absoluta   | K      | {\displaystyle V_{e}} | Volumen                               |        |
| {\displaystyle U}           | Energía por volumen    | J / m3 |                       | Modos                                 |        |
| {\displaystyle \lambda }    | Longitud de onda       | m      | {\displaystyle D}     | Densidad de modos                     |        |
| {\displaystyle \nu }        | Frecuencia             | s-1    | {\displaystyle N}     | Número de modos                       |        |
|                             |                        |        | {\displaystyle n}     | Número de modos por unidad de volumen |        |

## Descripción
|                                                                        | 1 | 2 | 3 | 4 | 5 |
| ---------------------------------------------------------------------- | --- | --- | --- | --- | --- |
| Ecuaciones                                                             | {\displaystyle N={\Bigl (}{\frac {1}{8}}{\Bigr )}\ V_{e}} | {\displaystyle V_{e}={\Bigl (}{\frac {4\ \pi }{3}}{\Bigr )}\ l\ m\ n} | {\displaystyle p=l\ {\Bigl (}{\frac {\lambda }{2}}{\Bigr )}} | {\displaystyle q=m\ {\Bigl (}{\frac {\lambda }{2}}{\Bigr )}} | {\displaystyle r=n\ {\Bigl (}{\frac {\lambda }{2}}{\Bigr )}} |
| Despejando                                                             | | | {\displaystyle l={\Bigl (}{\frac {2\ p}{\lambda }}{\Bigr )}} | {\displaystyle m={\Bigl (}{\frac {2\ q}{\lambda }}{\Bigr )}} | {\displaystyle n={\Bigl (}{\frac {2\ r}{\lambda }}{\Bigr )}} |
| Sustituyendo                                                           | {\displaystyle N={\Bigl (}{\frac {1}{8}}{\Bigr )}\ {\Bigl (}{\frac {4\ \pi }{3}}{\Bigr )}\ l\ m\ n}                                                                                       | {\displaystyle N={\Bigl (}{\frac {1}{8}}{\Bigr )}\ {\Bigl (}{\frac {4\ \pi }{3}}{\Bigr )}\ l\ m\ n}                                                                                       | | | |
| Simplificando                                                          | {\displaystyle N={\Bigl (}{\frac {\pi }{6}}{\Bigr )}\ l\ m\ n} | {\displaystyle N={\Bigl (}{\frac {\pi }{6}}{\Bigr )}\ l\ m\ n} | | | |
| Sustituyendo                                                           | {\displaystyle N={\Bigl (}{\frac {\pi }{6}}{\Bigr )}\ {\Bigl (}{\frac {2\ p}{\lambda }}{\Bigr )}\ {\Bigl (}{\frac {2\ q}{\lambda }}{\Bigr )}\ {\Bigl (}{\frac {2\ r}{\lambda }}{\Bigr )}} | {\displaystyle N={\Bigl (}{\frac {\pi }{6}}{\Bigr )}\ {\Bigl (}{\frac {2\ p}{\lambda }}{\Bigr )}\ {\Bigl (}{\frac {2\ q}{\lambda }}{\Bigr )}\ {\Bigl (}{\frac {2\ r}{\lambda }}{\Bigr )}} | {\displaystyle N={\Bigl (}{\frac {\pi }{6}}{\Bigr )}\ {\Bigl (}{\frac {2\ p}{\lambda }}{\Bigr )}\ {\Bigl (}{\frac {2\ q}{\lambda }}{\Bigr )}\ {\Bigl (}{\frac {2\ r}{\lambda }}{\Bigr )}} | {\displaystyle N={\Bigl (}{\frac {\pi }{6}}{\Bigr )}\ {\Bigl (}{\frac {2\ p}{\lambda }}{\Bigr )}\ {\Bigl (}{\frac {2\ q}{\lambda }}{\Bigr )}\ {\Bigl (}{\frac {2\ r}{\lambda }}{\Bigr )}} | {\displaystyle N={\Bigl (}{\frac {\pi }{6}}{\Bigr )}\ {\Bigl (}{\frac {2\ p}{\lambda }}{\Bigr )}\ {\Bigl (}{\frac {2\ q}{\lambda }}{\Bigr )}\ {\Bigl (}{\frac {2\ r}{\lambda }}{\Bigr )}} |
| Simplificando                                                          | {\displaystyle N={\frac {4}{3}}\pi {\Bigl (}{\frac {p\ q\ r}{\lambda ^{3}}}{\Bigr )}} | {\displaystyle N={\frac {4}{3}}\pi {\Bigl (}{\frac {p\ q\ r}{\lambda ^{3}}}{\Bigr )}} | {\displaystyle N={\frac {4}{3}}\pi {\Bigl (}{\frac {p\ q\ r}{\lambda ^{3}}}{\Bigr )}} | {\displaystyle N={\frac {4}{3}}\pi {\Bigl (}{\frac {p\ q\ r}{\lambda ^{3}}}{\Bigr )}} | {\displaystyle N={\frac {4}{3}}\pi {\Bigl (}{\frac {p\ q\ r}{\lambda ^{3}}}{\Bigr )}} |
|                                                                        | | 6 | 7 | 8 | 8 |
| Ecuaciones                                                             | | {\displaystyle V=p\ q\ r} | {\displaystyle n={\frac {N}{V}}} | {\displaystyle \nu ={\frac {c}{\lambda }}} | {\displaystyle \nu ={\frac {c}{\lambda }}} |
| Sustituyendo                                                           | {\displaystyle N={\frac {4}{3}}\pi {\Bigl (}{\frac {V}{\lambda ^{3}}}{\Bigr )}} | {\displaystyle N={\frac {4}{3}}\pi {\Bigl (}{\frac {V}{\lambda ^{3}}}{\Bigr )}} | | | |
| Despejando                                                             | {\displaystyle {\frac {N}{V}}={\frac {4}{3}}\pi {\Bigl (}{\frac {1}{\lambda ^{3}}}{\Bigr )}}                                                                                              | {\displaystyle {\frac {N}{V}}={\frac {4}{3}}\pi {\Bigl (}{\frac {1}{\lambda ^{3}}}{\Bigr )}}                                                                                              | | | |
| Sustituyendo                                                           | {\displaystyle n={\frac {4}{3}}\pi {\Bigl (}{\frac {1}{\lambda ^{3}}}{\Bigr )}} | {\displaystyle n={\frac {4}{3}}\pi {\Bigl (}{\frac {1}{\lambda ^{3}}}{\Bigr )}} | {\displaystyle n={\frac {4}{3}}\pi {\Bigl (}{\frac {1}{\lambda ^{3}}}{\Bigr )}} | | |
| Derivando                                                              | {\displaystyle D\ d\lambda =4\pi \ {\Bigl (}{\frac {1}{\lambda ^{4}}}{\Bigr )}\ d\lambda }                                                                                                | {\displaystyle D\ d\lambda =4\pi \ {\Bigl (}{\frac {1}{\lambda ^{4}}}{\Bigr )}\ d\lambda }                                                                                                | {\displaystyle D\ d\lambda =4\pi \ {\Bigl (}{\frac {1}{\lambda ^{4}}}{\Bigr )}\ d\lambda }                                                                                                | | {\displaystyle d\nu =-{\Bigl (}{\frac {c}{\lambda ^{2}}}{\Bigr )}d\lambda } |
| Multiplicando {\displaystyle {\Bigl (}{\frac {c^{3}}{c^{3}}}{\Bigr )}} | | {\displaystyle D\ d\lambda =4\pi \ {\Bigl (}{\frac {1}{\lambda ^{4}}}{\Bigr )}{\Bigl (}{\frac {c^{3}}{c^{3}}}{\Bigr )}\ d\lambda }                                                        | {\displaystyle D\ d\lambda =4\pi \ {\Bigl (}{\frac {1}{\lambda ^{4}}}{\Bigr )}{\Bigl (}{\frac {c^{3}}{c^{3}}}{\Bigr )}\ d\lambda }                                                        | | |
| Ordenando                                                              | | {\displaystyle D\ d\lambda =4\pi \ {\Bigl (}{\frac {[c\ /\ \lambda ]^{2}}{c^{3}}}{\Bigr )}{\Bigl (}{\frac {c\ d\lambda }{\lambda ^{2}}}{\Bigr )}}                                         | {\displaystyle D\ d\lambda =4\pi \ {\Bigl (}{\frac {[c\ /\ \lambda ]^{2}}{c^{3}}}{\Bigr )}{\Bigl (}{\frac {c\ d\lambda }{\lambda ^{2}}}{\Bigr )}}                                         | | |
|                                                                        | | 9 | | | |
| Polarización                                                           | | 2 | | | |
| Sustituyendo                                                           | | {\displaystyle D\ d\nu =(2)4\pi \ {\Bigl (}{\frac {\nu ^{2}}{c^{3}}}{\Bigr )}\ d\nu } | {\displaystyle D\ d\nu =(2)4\pi \ {\Bigl (}{\frac {\nu ^{2}}{c^{3}}}{\Bigr )}\ d\nu } | {\displaystyle D\ d\nu =(2)4\pi \ {\Bigl (}{\frac {\nu ^{2}}{c^{3}}}{\Bigr )}\ d\nu } | {\displaystyle D\ d\nu =(2)4\pi \ {\Bigl (}{\frac {\nu ^{2}}{c^{3}}}{\Bigr )}\ d\nu } |
|                                                                        | | 10 | | | |
| Ecuaciones                                                             | | {\displaystyle U=(k_{\rm {B}}\ T)\ D} | {\displaystyle U=(k_{\rm {B}}\ T)\ D} | | |
| Sustituyendo                                                           | {\displaystyle U\ d\lambda ={\Bigl (}{\frac {4\pi }{\lambda ^{4}}}{\Bigr )}\ k_{\rm {B}}\ T\ d\lambda }                                                                                   | {\displaystyle U\ d\lambda ={\Bigl (}{\frac {4\pi }{\lambda ^{4}}}{\Bigr )}\ k_{\rm {B}}\ T\ d\lambda }                                                                                   | {\displaystyle U\ d\nu ={\Bigl (}{\frac {8\pi \ \nu ^{2}}{c^{3}}}{\Bigr )}k_{\rm {B}}\ T\ d\nu }                                                                                          | {\displaystyle U\ d\nu ={\Bigl (}{\frac {8\pi \ \nu ^{2}}{c^{3}}}{\Bigr )}k_{\rm {B}}\ T\ d\nu }                                                                                          | {\displaystyle U\ d\nu ={\Bigl (}{\frac {8\pi \ \nu ^{2}}{c^{3}}}{\Bigr )}k_{\rm {B}}\ T\ d\nu }                                                                                          |

{\displaystyle U\ d\lambda ={\Bigl (}{\frac {4\pi }{\lambda ^{4}}}{\Bigr )}\ k_{\rm {B}}\ T\ d\lambda }
{\displaystyle U\ d\nu ={\Bigl (}{\frac {8\pi \ \nu ^{2}}{c^{3}}}{\Bigr )}k_{\rm {B}}\ T\ d\nu }
La ley es derivada de argumentos de la física clásica. Lord Rayleigh obtuvo por primera vez el cuarto grado de la dependencia de la longitud de onda en 1900; una derivación más completa, la cual incluía una constante de proporcionalidad, fue presentada por Rayleigh y Sir James Jeans en 1905. Esta agregaba unas medidas experimentales para longitudes de onda. Sin embargo, predecía una producción de energía que presentaba tendencia al infinito ya que la longitud de onda se hacía cada vez más pequeña. Ésta idea no se soportaba por los experimentos y el error se conoció como la catástrofe ultravioleta.
En 1900 Max Planck obtuvo una relación diferente, conocida como la ley de Planck —que pertenece al ámbito de la física cuántica— expresada en términos de longitud de onda λ = c /ν.

{\displaystyle B_{\lambda }(T)={\frac {2\pi c^{2}}{\lambda ^{5}}}~{\frac {h}{e^{\frac {hc}{\lambda kT}}-1}}}

La ley de Planck no sufre la catástrofe ultravioleta y concuerda con los datos experimentales. En el límite de las bajas frecuencias (longitudes de onda larga muy largas), el resultado de aplicar la fórmula de la ley de Planck tiende al obtenido por la aplicación de la fórmula de Rayleigh-Jeans; mientras que en el límite de las frecuencias altas (longitudes de onda muy cortas), se aproxima al producido por la aplicación de la fórmula de la aproximación de Wien.